# 18e étape du Tour d'Espagne 1999
La 18e étape du Tour d'Espagne 1999 s'est déroulée le 23 septembre entre Guadalajara et l'Alto de Abantos.

## Récit
Le leader Jan Ullrich subit le rythme élevé d'un Alex Zülle ressuscité dans la dernière ascension. Il cède finalement 18 secondes sur son dauphin au général, Igor González de Galdeano qui revient à seulement 31 secondes de l'Allemand à 3 jours de l'arrivée.
La victoire d'étape revient à Roberto Laiseka.

## Résultats

### Classement de l'étape
| Classement de la 18e étape | Classement de la 18e étape | Classement de la 18e étape | Classement de la 18e étape       | Classement de la 18e étape |
|                            | Coureur                    | Pays                       | Équipe                           | Temps                      |
| -------------------------- | -------------------------- | -------------------------- | -------------------------------- | -------------------------- |
| 1er                        | Roberto Laiseka            | Espagne                    | Euskaltel-Euskadi                | en 4 h 18 min 39 s         |
| 2e                         | Frank Vandenbroucke        | Belgique                   | Cofidis                          | + 17 s                     |
| 3e                         | José María Jiménez         | Espagne                    | Banesto                          | + 21 s                     |
| 4e                         | Roberto Heras              | Espagne                    | Kelme-Costa Blanca-Eurosport     | + 36 s                     |
| 5e                         | Igor González de Galdeano  | Espagne                    | Vitalicio Seguros-Grupo Generali | + 36 s                     |
| 6e                         | Pavel Tonkov               | Russie                     | Mapei-GB                         | + 52 s                     |
| 7e                         | Manuel Beltrán             | Espagne                    | Banesto                          | + 52 s                     |
| 8e                         | Jan Ullrich                | Allemagne                  | Deutsche Telekom                 | + 55 s                     |
| 9e                         | Íñigo Cuesta               | Espagne                    | ONCE-Deutsche Bank               | + 55 s                     |
| 10e                        | José Luis Rubiera          | Espagne                    | Kelme-Costa Blanca-Eurosport     | + 1 min 14 s               |
| modifier                   |                            |                            |                                  |                            |

### Classement général à l'issue de l'étape
| Classement général | Classement général        | Classement général | Classement général               | Classement général |
|                    | Coureur                   | Pays               | Équipe                           | Temps              |
| ------------------ | ------------------------- | ------------------ | -------------------------------- | ------------------ |
| 1er                | Jan Ullrich               | Allemagne          | Deutsche Telekom                 | en                 |
| 2e                 | Igor González de Galdeano | Espagne            | Vitalicio Seguros-Grupo Generali | + 31 s             |
| 3e                 | Roberto Heras             | Espagne            | Kelme-Costa Blanca-Eurosport     | + 2 min 18 s       |
| modifier           |                           |                    |                                  |                    |